# Ранцевый огнемёт РОКС-3
РОКС-2, РОКС-3 (Ранцевый огнемёт Клюева — Сергеева) — советские пехотные ранцевые огнемёты времён Великой Отечественной войны. Являлись оружием ближнего боя, предназначенным для подавления огневых точек противника (ДОТов, ДЗОТов), борьбы с танками и бронемашинами, поражения пехоты в окопах и ходах сообщения, поджога строений.

## История
Первая модель ранцевого огнемёта РОКС-1 была разработана в СССР в начале 1930-х годов.
В начале Великой Отечественной войны в составе стрелковых полков Красной армии имелись огнемётные команды в составе двух отделений, вооружённые 20 ранцевыми огнемётами РОКС-2.
На основании опыта использования этих огнемётов в начале 1942 года конструктором НИИ химического машиностроения М. П. Сергеевым и конструктором военного завода № 846 В. Н. Клюевым был разработан более совершенный ранцевый огнемёт РОКС-3, состоявший на вооружении отдельных рот и батальонов ранцевых огнемётов Красной армии в течение всей войны.
Ранцевые огнемёты РОКС-3 находились на вооружении Советской армии до начала 1950-х годов, после чего были заменены более совершенными лёгкими пехотными огнемётами ЛПО-50.

## Устройство огнемёта
Основными частями РОКС-3 являются:
- резервуар для огнесмеси
- баллон для сжатого воздуха с редуктором
- шланг
- ружьё или пистолет для огнеметания
- снаряжение для переноски огнемёта
- комплект принадлежностей для обслуживания огнемёта

## Принцип действия
РОКС-3 может использовать различные огнесмеси: дизельное топливо, сырую нефть (в тёплое время года), смеси мазута с бензином и керосином, смеси креозота с зелёным маслом и бензином. Для поджигания огнесмеси используются воспламенительные патроны, снаряжённые в гильзах пистолета ТТ.
При огнеметании сжатый воздух из баллона (до 150 ат) проходит через редуктор, снижает давление до рабочего (15-17 ат) и поступает в резервуар. При нажатии на спусковой крючок ружья (пистолета) открывается клапан, и огнесмесь под действием давления воздуха через шланг и ружьё (пистолет) выбрасывается в сторону цели. Одновременно разбивается капсюль патрона, воспламеняя огнесмесь.
Особенность конструкции РОКС-3 позволяет вести огнеметание как короткими, так и затяжными выстрелами.